# 東京-ソウル-バンコック 実録麻薬地帯
『東京-ソウル-バンコック 実録麻薬地帯』（とうきょう ソウル バンコック じつろくまやくちたい、Tokyo-Seoul-Bangkok Drug Triangle, 동경-서울-방콕 추적 삼만킬로 ）は、1972年の日本・香港・タイ・韓国合作映画。主演：千葉真一、監督：中島貞夫、製作：東映・タイブリン社・韓国映画人協會、カラー・シネマスコープ、104分。

## 概要
「三悪追放キャンペーン」をしていた菅原通済の実体験をベースに映画化され、四か国のトップスターが競演している国際スケールのアクション大作。菅原主宰の三悪追放協会は、千葉真一主演映画『麻薬売春Gメンシリーズ』（1972年）に引き続き、本作も全面協力した。日本からは主人公の千葉と敵役の松方弘樹、香港から苗可秀（ノラ・ミャオ）、タイ王国からチャイヤ・スリヤン、大韓民国から金昌淑らが、配役された。クエンティン・タランティーノが脚本を担当したアメリカ映画『トゥルー・ロマンス』には、本作品のポスターが劇中に登場している。

## ストーリー
ダンプカーの運転手・和田達也は、日本からフェリーで釜山へ渡航した。韓国で新婚旅行中に、達也の妹・朋子とその夫の吉岡竜次が自動車事故で死亡したため、遺骨を引き取りに来たのだ。しかし達也は事故に疑問を抱き、独自に調べ始めたことで謎の組織に狙われる。妨害や命を狙われながらも達也は、釜山から慶州・ソウルへ向かい、そして香港へ、ついにはバンコック・スコータイ・チェンマイへ渡り、各地の人々の協力を得て、真相を捜し求めていく。

## キャスト
- 千葉真一 - 和田達也

- 苗可秀 - パリンダ
- チャイヤ・スリヤン - ノン
- 金昌淑 - 李明玉
- 堀越光恵 - 和田朋子
- 崔峰 - 金大漢
- 金子信雄 - 尾形仙造
- 名和宏 - 前原
- 天津敏 - 藤堂宗雄
- ピポップ・プーピンヨー - チャイ
- ゲーチャー・プリヤン・ビティ - ベーラ
- 菅原通済 - 菅原通済
- 松方弘樹 - 吉岡竜次

その他
- 日本 - 松井康子・川谷拓三・佐川秀雄・前川良三・那須伸太朗・蓑和田良太・中村錦司
- 韓国 - 史美子・呉京児・李蓮淑・張赫・李海龍
- タイ - プリム、スタン

## スタッフ
- 監督 - 中島貞夫
- 企画 - 日下部五朗・佐藤雅夫
- 原案 - 菅原通済
- 脚本 - 高田宏治・中島貞夫
- 撮影 - 増田敏雄
- 照明 - 金子凱美
- 録音 - 荒川輝彦
- 美術 - 富田治郎
- 音楽 - 荒木一郎
- 編集 - 市田勇
- 助監督 - 牧口雄二
- 記録 - 石田照
- 装置 - 米沢勝
- 装飾 - 宮川俊夫
- 美粧結髪 - 東和美粧
- スチール - 中山健司
- 演技事務 - 西秋節生
- 衣裳 - 松本俊和
- 擬斗 - 菅原俊夫
- 進行主任 - 長岡功
- 制作協力 - 三悪追放協会・タイブリン社・韓国映画人協會

## 製作
タイの製作会社が資本参加した背景に、「当地で『キイハンター』が放送されており、千葉真一の人気がとても高いからだ」と中島貞夫は述べている。当時の東映では異例の2か月の準備と製作に3か月費やされ、釜山・慶州・ソウル、香港、バンコック・スコータイ・チェンマイなど全編の90%を日本以外の大韓民国・香港・タイ王国でロケーション撮影されている。
エンディング間近に和田達也（千葉真一）がダンプカーを運転するシーンのバックで流されている劇伴は、千葉の楽曲「流れ唄」である。オープニングのシンバルロール、吉岡竜次（松方弘樹）がソウルでバスジャックするシーンの太鼓をメインとした劇伴は、1980年からスタートした千葉真一主演『影の軍団シリーズ』の劇伴にも採用されている。

## 興行
香港では1972年に、日本では1973年9月15日に封切り公開されたが、香港では千葉真一と苗可秀のキスシーンが収録されるなど、日本・香港・タイ・韓国の公開バージョンは内容が一部異なっている。千葉は苗を「とても大人しくて可愛くていい女」と評している。当初のタイトルは『東京-ソウル-バンコック 追跡三万キロ』であった。